# Småholmen
Ne doit pas être confondu avec Småholmen (Bergen) ou Småholmen (Lindås).
Småholmen est une île norvégienne du comté de Hordaland appartenant administrativement à Austrheim.

## Description
Rocheuse et désertique, elle s'étend sur environ 119 m de longueur pour une largeur approximative de 80 m. Elle compte une habitation sur sa côte sud. 